# Emy Larsson
Emilia Emy Augusta Larsson, född Turesson 10 augusti 1890 i Brantevik i Skåne, död 4 december 1966 i Stockholm, var en svensk målare.
Larsson var som konstnär autodidakt. Hennes konst består av blomsterstilleben, porträtt, interiörer och landskapsmålningar.   